# Nerocila bivittata
Nerocila bivittata is een pissebed uit de familie Cymothoidae. De wetenschappelijke naam van de soort is voor het eerst geldig gepubliceerd in 1816 door Risso.